# Río Jalapilla
Río Jalapilla är en ort i Mexiko.   Den ligger i kommunen San Pablo Cuatro Venados och delstaten Oaxaca, i den sydöstra delen av landet, 400 km sydost om huvudstaden Mexico City. Río Jalapilla ligger 1 987 meter över havet och antalet invånare är 363.
Terrängen runt Río Jalapilla är bergig. Runt Río Jalapilla är det ganska glesbefolkat, med 26 invånare per kvadratkilometer. Närmaste större samhälle är Oaxaca de Juárez, 18,6 km öster om Río Jalapilla. I omgivningarna runt Río Jalapilla växer i huvudsak blandskog.